# Anaphes dessarti
Anaphes dessarti är en stekelart som först beskrevs av Mathot 1969.  Anaphes dessarti ingår i släktet Anaphes och familjen dvärgsteklar. Inga underarter finns listade i Catalogue of Life.